# Linda Darling-Hammond
Linda Darling-Hammond (* 21. Dezember 1951 in Cleveland) ist eine US-amerikanische Bildungsforscherin und Charles E. Ducommun Professor of Education Emeritus an der Stanford Graduate School of Education. Sie war auch Vorsitzende und CEO des Learning Policy Institute. Ihr Werk richtet sich auf Schulerneuerung, Lehrerbildung und Bildungsgleichheit. Sie stand als Beraterin Präsident Barack Obama nahe und war als US-Bildungsministerin im Gespräch.

## Leben und Werk
Darling-Hammond erwarb den B.A. magna cum laude an der Yale University 1973, den Ed. D. (Doctor of Education) über städtische Bildung an der Temple University 1978. Dann unterrichtete sie an einer öffentlichen Schule in Pennsylvania von 1973 bis 1974. Nach der Promotion begann sie als Sozialwissenschaftlerin 1985 bei der RAND Corporation, wo sie Senior Social Scientist und Leiterin des RAND Education and Human Resources Program bis 1989 war. Bis 1998 lehrte sie als Professorin am Teachers College, Columbia University. Nach Stanford kam sie 1998. Im September 2015 richtete sie das Learning Policy Institute ein, ein Forschungs-Think tank in Palo Alto und in Washington, D.C. 2019 ernannte der kalifornische Gouverneur Gavin Newsom sie zur Vorsitzenden des California State Board of Education.
Darling-Hammond war Präsidentin der American Educational Research Association und ein Mitglied des National Board for Professional Teaching Standards.

### Bildungswissenschaftliche und bildungspolitische Arbeit
Darling-Hammond wurde in Programme zur Schulerneuerung involviert. Als Vorsitzende des Model Standards Committee of the Interstate New Teacher Assessment and Support Consortium (INTASC) war sie mit der Entwicklung von Standards für angehende Lehrkräfte befasst. Als Vorsitzende des New York State Council on Curriculum and Assessment überblickte sie den Prozess der Entwicklung von Bildungsstandards, Curricula und Lernmessungen in den frühen 1990er-Jahren. 1994 bis 2001 hat Darling-Hammond in der National Commission on Teaching and America's Future mitgearbeitet, die Gouverneur James B. Hunt leitete. Die Kommission bildete eine nationale Koalition auf Staaten- und Lokalebene in mehr als 25 Staaten, die zu Verbesserungen in der Lehrerqualität führte. 2006 nannte die Zeitschrift Education Week den Report What Matters Most: Teaching for America's Future eine der einflussreichsten Studien zur US-Bildung.
In internationalen Bildungssystemvergleichen (2015) hat sie die als erfolgreich geltenden Länder Finnland, Ontario und Singapur mit den USA verglichen, um daraus Empfehlungen zu geben. Es geht ihr im Deeper Learning zentral um die Bildung von Kindern mit diversem Hintergrund in einer sich ändernden Welt. Wichtige Kompetenzen sind Problemlösung, Anpassung, kritisches Denken sowie die Entwicklung interpersonaler und kollaborativer Fähigkeiten statt Gedächtnislernen und passiver Wissensübermittlung.
Ebenso hat die Zeitschrift Darling-Hammond unter die zehn einflussreichsten Bildungsexperten der vergangenen Dekade gezählt. Sie hat sieben Ehrendoktorate amerikanischer wie ausländischer Universitäten sowie zahlreiche Preise erhalten, wie den Grawemeyer Award 2012. 2014 wurde sie in die American Academy of Arts and Sciences gewählt, 2025 in die British Academy.

## Schriften
- Preparing Teachers for Deeper Learning (mit Jeannie Oakes, 2019) ISBN 978-1682532928
- Empowered Educators: How High-Performing Systems Shape Teaching Quality Around the World (2017) ISBN 978-1119369608
- Be the Change: Reinventing School for Student Success (2015) ISBN 978-0807757437
- Teaching in the Flat World: Learning from High-Performing Systems (2015) ISBN 978-0807756478
- Beyond the Bubble Test: How Performance Assessments Support 21st Century Learning (2014) ISBN 978-1118456187
- Getting Teacher Evaluation Right: What Really Matters for Effectiveness and Improvement (2013) ISBN 978-0807754467
- The Flat World and Education: How America's Commitment to Equity Will Determine Our Future (2010) ISBN  978-0807749623
- Powerful Learning: What We Know About Teaching for Understanding (mit Brigid Barron, P. David Pearson, Alan H. Schoenfeld, Elizabeth K., Stage, Timothy D. Zimmerman et al., 2008) ISBN 978-0787972738
- Powerful teacher education: lessons from exemplary programs (2006)
- Preparing Teachers for a Changing World: What Teachers Should Learn and Be Able to Do (mit John Bransford, 2006) ISBN 978-0787996345

## Einzelbelege
1. ↑  Sam Dillon: Linda Darling-Hammond. In: The New York Times. 2. Dezember 2008, ISSN 0362-4331 (nytimes.com [abgerufen am 5. September 2021]).
2. 1 2 3 4 5  Stanford University, Stanford, California: Linda Darling-Hammond. 25. Februar 2011, abgerufen am 5. September 2021 (englisch).
3. ↑  Education Conference 2005. 26. März 2009, archiviert vom Original am 26. März 2009; abgerufen am 21. März 2024.
4. ↑  Emma Brown: Renowned Stanford professor launches new education think tank. In: Washington Post. 3. September 2015, ISSN 0190-8286 (washingtonpost.com [abgerufen am 5. September 2021]).
5. ↑  Louis Freedberg: Gov. Newsom names new head of State Board of Education in California. Abgerufen am 5. September 2021 (englisch).
6. ↑  New York State Council on Curriculum and Assessment. (1994). Learning-centered curriculum and assessment for New York State.  Albany: New York State Education Department.
7. ↑  What Matters Most: Teaching for America's Future. Report of the National Commission on Teaching & America's Future. National Commission on Teaching and America's Future, P, 1996, ISBN 978-0-9654535-0-9 (ed.gov [abgerufen am 5. September 2021]).
8. ↑  The Most Influential Education Researchers (in Charts) (Opinion). 15. Januar 2021, abgerufen am 5. September 2021 (englisch).
9. ↑  Book of Members 1780–present, Chapter D. (PDF; 910 kB) In: amacad.org. American Academy of Arts and Sciences, abgerufen am 26. August 2022 (englisch).
10. ↑  92 new Fellows welcomed to the British Academy in 2025. British Academy, 18. Juli 2025, abgerufen am 22. Juli 2025 (englisch).

| Personendaten    | Personendaten                     |
| ---------------- | --------------------------------- |
| NAME             | Darling-Hammond, Linda            |
| KURZBESCHREIBUNG | US-amerikanische Bildungsexpertin |
| GEBURTSDATUM     | 21. Dezember 1951                 |
| GEBURTSORT       | Cleveland                         |